# Cemus leviculus
Cemus leviculus är en insektsart som beskrevs av Ronald Gordon Fennah 1964. Cemus leviculus ingår i släktet Cemus och familjen sporrstritar. Inga underarter finns listade i Catalogue of Life.